# Sami Pajari
Sami Pajari (Lahti, Finlàndia, 1 de desembre de 2001) és un pilot de ral·li finlandès que disputa el Campionat Mundial de Ral·lis.
Guanyador del Campionat Mundial de Ral·lis júnior de l'any 2021 amb un Ford Fiesta Rally4, esdevenint el pilot més jove fins aleshores en guanyar aquest títol. Guanyador del WRC 2 de l'any 2024 amb un Toyota GR Yaris Rally2.

## Trajectòria
Pajari comença a disputar ral·lis a Finlàndia l'any 2017, debutant al Campionat Mundial de Ral·lis l'any 2019 al Ral·li de Finlàndia amb un Ford Fiesta R2T19.
L'any 2020 disputa el Campionat Mundial de Ral·lis júnior amb un Ford Fiesta Rally4, finalitzant el campionat en tercera posició. La temporada següent, guanyaria el Mundial júnior, de nou amb un Ford Fiesta Rally4, aconseguint la victòria dins la categoria al Ral·li d'Estònia i al Ral·li de Catalunya. També participa puntualment en proves del Campionat d'Europa de Ral·lis.
La temporada 2022 dona el salt a la categoria WRC 3 on aconsegueix tres victòries a la categoria: Ral·li de Monte-Carlo, Ral·li de Portugal i Ral·li d'Estònia. Finalitza tercer del certamen amb el seu Ford Fiesta Rally3. Posteriorment, al 2023 passa a la categoria WRC 2 de la mà del equip Toksport WRT i un Škoda Fabia RS Rally2, acabant en setena posició.
S'alça amb el títol de la categoria WRC 2 la temporada 2024, pilotant un Toyota GR Yaris Rally2. A més a més, realitza algun ral·li de forma puntual a la màxima categoria de la mà del equip oficial Toyota Gazoo Racing WRT.

### Toyota (2025-)
Desprès d'assolir la temporada anterior el títol de WRC 2 amb la cobertura del equip oficial i haver disputat dos ral·lis a la màxima categoria, Pajari finalment es converteix en pilot oficial del Toyota Gazoo Racing WRT la temporada 2025, a més, a temporada completa.